# ネイサン・セビン
ネイサン・セビンまたはネイサン・シヴィン（Nathan Sivin、1931年5月11日 - ）は、アメリカ合衆国の科学史学者。中国の科学技術史の研究で知られる。中国名は席文(Xíwén)。

## 略歴
セビンはフィラデルフィアに生まれた。1954年から1956年まで、アメリカ陸軍の語学学校で18か月間の中国語課程を履修した。1958年にマサチューセッツ工科大学の学士の学位を得た。その後ハーバード大学で研究を続け、1960年に科学史の修士、1966年に科学史の博士の学位を得た。最初は化学を専門としていたが、マサチューセッツ工科大学では科学史・科学哲学に研究の中心を移した。博士論文は孫思邈『太清丹経要訣』の研究だった。その後、人類学、社会学、天文学、医学など幅広い学問を学んだ。
1966年からマサチューセッツ工科大学の人文学助教に就任、1968年に准教授、1972年に教授に昇任した。1977年にペンシルベニア大学に移り、2006年に退官するまで中国文化と科学史の教授をつとめた。ペンシルベニアでの教え子にベンジャミン・エルマンがいる。
セビンはジョゼフ・ニーダムの創始した『中国の科学と文明』シリーズのうち「化学上の発見」（第5巻第4部、1980年）の一部を執筆したほか、「医学」（第6巻第6部、2000年）の編集者をつとめた。

## 著書
- Chinese Alchemy: Preliminary Studies. Harvard University Press. (1968). ISBN 0674121503
- Cosmos and Computation in Early Chinese Mathematical Astronomy. Brill. (1969)
- Chinese Science: Explorations of an Ancient Tradition. The MIT Press. (1973). ISBN 026214011X（中山茂と共編）
- Science and Technology in East Asia. Science History Publications. (1977)（『Isis』誌に載った1910年代から1975年までの東アジアの科学技術に関する論文を編集したもの）
- Astronomy in China: A Trip Report of the American Astronomy Delegation. National Academy of Sciences. (1979)（共著）
- Traditional Medicine in Contemporary China. Center for Chinese Studies, Univerisity of Michigan. (1987). ISBN 089264074X（『新編中医学概要』(1972)の翻訳）
- The Contemporary Atlas of China. Houghton Mifflin. (1988). ISBN 0395473292（編集）
- Science and Medicine in Twentieth-Century China: Research and Education. Center for Chinese Studies, University of Michigan. (1989). ISBN 0892640782（共編）
- Science in Ancient China: Research and Reflections. Variorum. (1995). ISBN 0860784924（論文集）
- Medicine, Philosophy and Religion in Ancient China: Research and Reflections. Variorum. (1995). ISBN 0860784932（論文集）
- The Way and the Word: Science and Medicine in Early China and Greece. Yale University Press. (2002). ISBN 0300092970（G・E・R・ロイドと共著）
- Granting the Seasons: The Chinese Astronomical Reform of 1280. Springer. (2009). ISBN 0387789561（授時暦の研究）

### 日本語訳
複数の論文をまとめて訳した書物が2冊出版されている。
- N.セビン 著、中山茂; 牛山輝代 訳『中国のコペルニクス』思索社、1984年。ISBN 4783501203。
- N.セビン 著、中山茂; 牛山輝代 訳『中国の錬金術と医術』思索社、1985年。ISBN 4783501319。